# 吴天明
吴天明（1939年10月19日—2014年3月4日），男，陕西三原人，中国第四代导演，非科班出身。20世纪80年代任西安电影制片厂厂长，培养出张艺谋、陈凯歌、黄建新、顾长卫等第五代导演。2014年3月4日因心肌梗塞去世，享年74岁。

## 生平

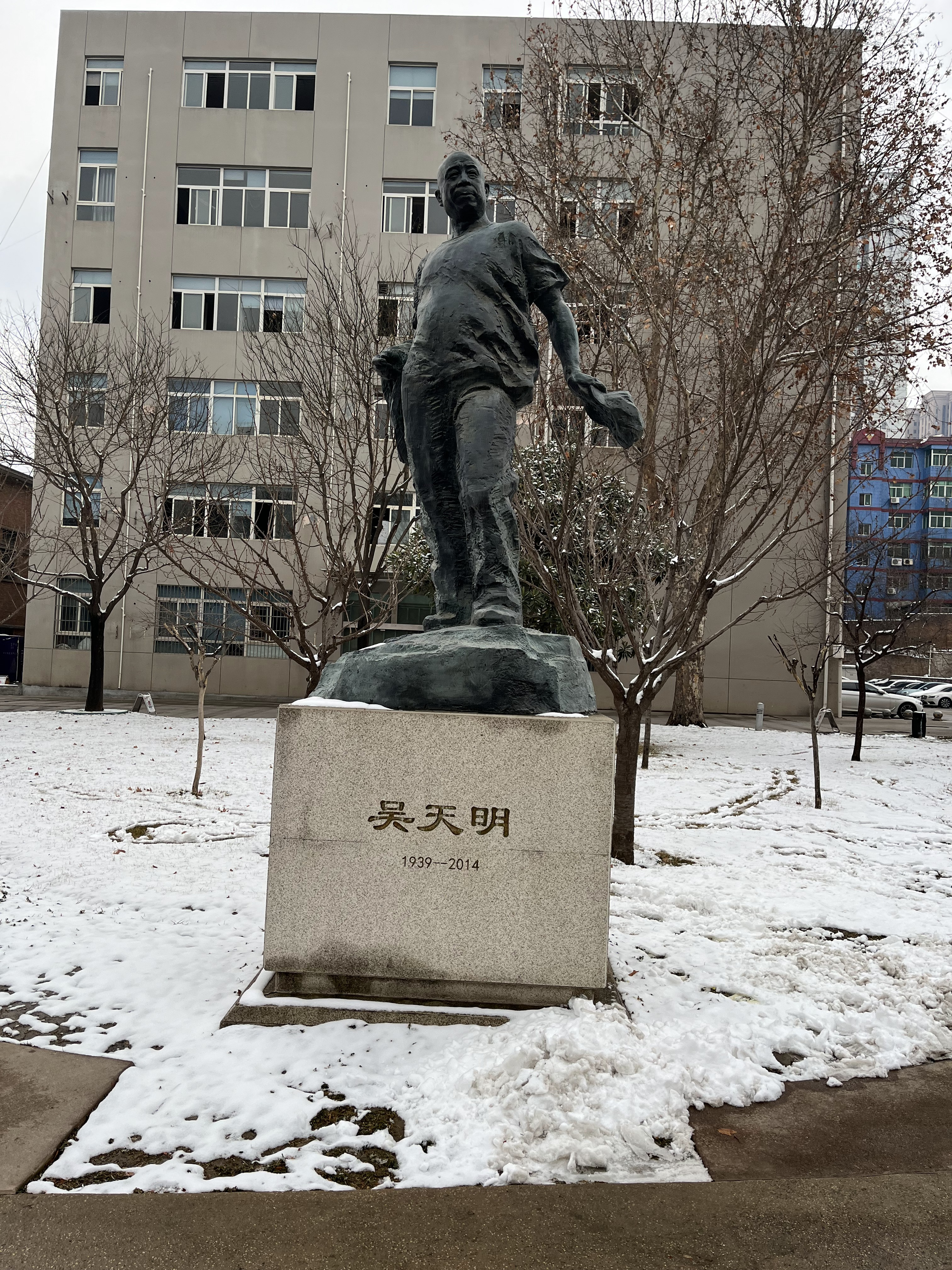
西影电影博物馆大门前吴天明雕像

吴天明于1939年10月19日（一说12月5日）出生在陕西省三原县，祖籍山东。1960年考入西影（西安电影制片厂前身）演员培训班，1976年入北京电影学院导演进修班。
1979年与滕文骥联合执导《生活的颤音》發迹影坛。1983年，独立执导《没有航标的河流》，获得好评。1984年，执导《人生》，获得了第八届百花奖最佳故事片奖。这期间他当上西安电影制片厂厂长，1989年，擔任《封神榜》藝術指導，拍攝了中国大陆电影史上第一部《封神演義》題材電視劇。於几年後再执导《老井》，在片中大胆起用张艺谋，影片最后大获成功，於1988年获得第八届金鸡奖最佳故事片奖，第十一届百花奖故事片奖，第二届東京國際電影節故事片大奖，第七届夏威夷国际电影节评审团特别奖等，而张艺谋也凭该片荣膺東京國際電影節影帝。
1989年后因为政见与政府相左，吴天明被开除公职和党籍。90年代初，吴天明被迫流亡前往美国，在美期间曾以开录像店，贩卖中餐为生。 1994年，他返华执导《变脸》，再次获得了成功，影片获得1995年华表奖最佳对外合拍片奖，東京國際電影節最佳导演奖。2012年，参演《飞越老人院》，这是他最后一部影视作品。
2014年3月4日，吴天明因心肌梗塞离世。
2016年5月6日，他执导的最后一部作品 《百鸟朝凤》在中国公映。

## 主要作品
- 2016年 《百鸟朝凤》
- 2012年 《飞越老人院》 参演
- 2002年 《首席执行官》
- 1999年 《非常爱情》
- 1996年 《黑脸》
- 1994年 《变脸》 获得1995年华表奖最佳对外合拍片奖，东京国际电影节最佳导演奖
- 1989年 《封神榜》藝術指導
- 1987年 《老井》 1988年获得第八届金鸡奖最佳故事片奖、最佳导演奖，第十一届百花奖故事片奖，第二届东京国际电影节故事片大奖，第七届夏威夷国际电影节评审团特别奖
- 1984年 《人生》 获得第八届电影百花奖最佳故事片奖
- 1983年 《没有航标的河流》获1984年文化部优秀影片二等奖，夏威夷第四届国际电影节东西方中心电影奖
- 1981年 《亲缘》
- 1979年 《生活的颤音》